# NGC 4503
NGC 4503 је спирална галаксија у сазвежђу Девица која се налази на NGC листи објеката дубоког неба.
Деклинација објекта је + 11° 10' 32" а ректасцензија 12h 32m 6,1s. Привидна величина (магнитуда) објекта NGC 4503 износи 11,1 а фотографска магнитуда 12,1. Налази се на удаљености од 16,8000 милиона парсека од Сунца. NGC 4503 је још познат и под ознакама UGC 7680, MCG 2-32-118, CGCG 70-149, VCC 1412, PGC 41538.